# Saint-Christophe-d'Allier
Saint-Christophe-d'Allier là một xã thuộc tỉnh Haute-Loire trong vùng Auvergne-Rhône-Alpes ở nam trung bộ nước Pháp. Khu vực này có độ cao trung bình 973 mét trên mực nước biển. Theo điều tra dân số năm 1999 của INSEE có dân số 140 người.
Sông Chapeauroux tạo thành một phần ranh giới đông nam thị trấn, sau đó chảy vào sông Allier, sông tạo thành ranh giới đông bắc thị trấn.